# Impasse Saint-Nicolas

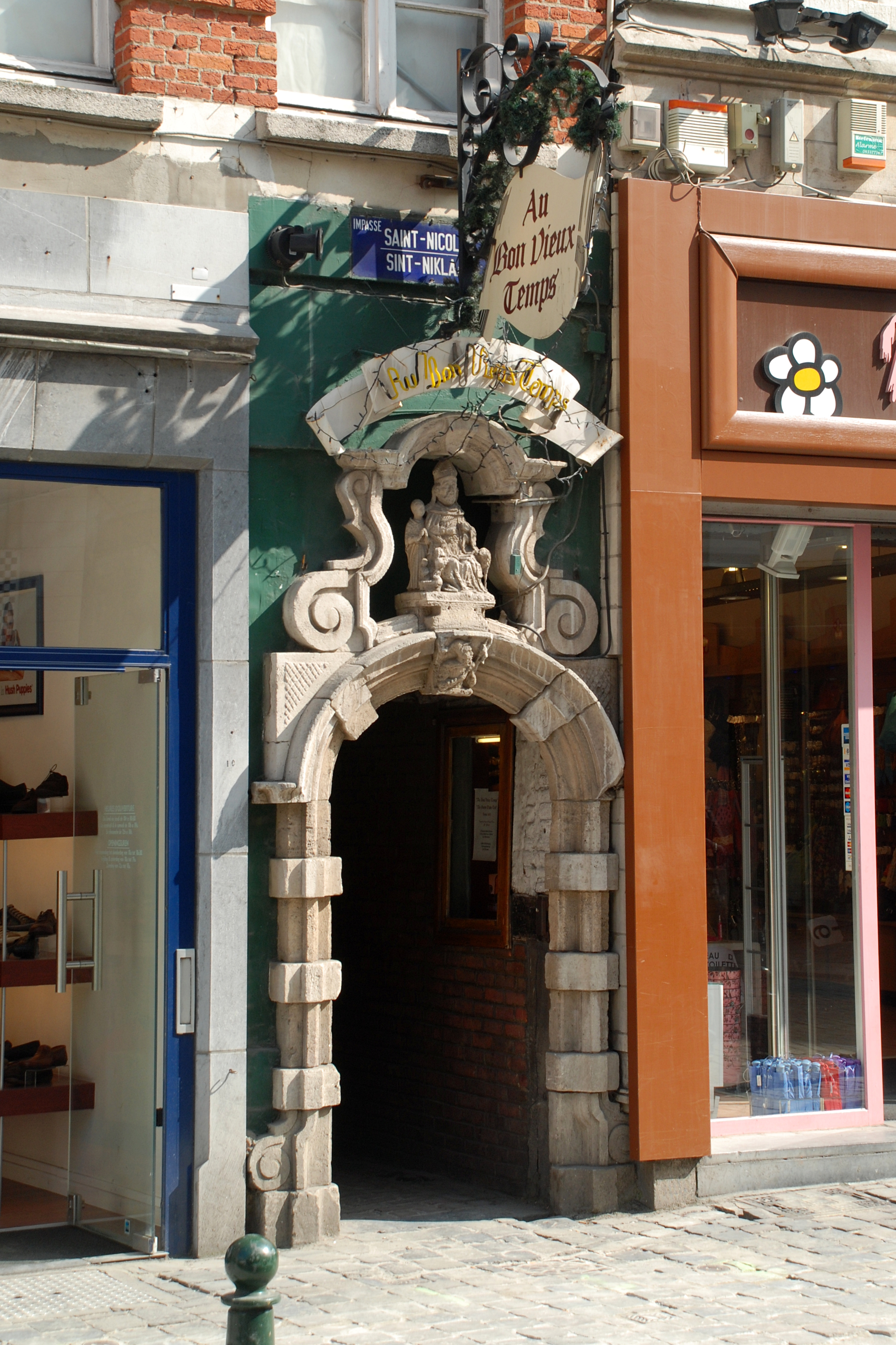
La porte d'accès de style néo-baroque.

L'impasse Saint-Nicolas (en néerlandais : Sint-Niklaasgang) est une impasse du centre de la ville de Bruxelles en Belgique s'ouvrant sur la rue du Marché aux Herbes.
L'accès à l'impasse se fait par un portail de style néo-baroque surmonté d'une niche abritant la statue de saint Nicolas.

## Historique
L'impasse Saint-Nicolas est un vestige d'une organisation du bâti postérieure au bombardement de Bruxelles de 1695.
Les portes d'habitat privé donnant accès à l'impasse Saint-Nicolas et à l'impasse des Cadeaux sont intégrées à un grand bâtiment de style baroque classicisant qui occupe les numéros 8-12 de la rue du Marché aux Herbes. Ce bâtiment, dénommé « Maison de l'Ange », est daté de 1700 par un cartouche situé en haut de la façade (« MDCC ») mais il a reçu un nouveau parement en briques orange et en pierre d'Euville en 1946.
Avant la construction de la Galerie du Centre en 1951, l'impasse Saint-Nicolas se poursuivait jusqu'à la rue de la Fourche.

## Description
L'entrée de l'impasse Saint-Nicolas se situe à l'extrémité droite de ce bâtiment. Datant de la rénovation de 1946, cette porte style néo-baroque consiste en un encadrement en pierre de taille faisant saillie par rapport à la façade. Cet encadrement est composé de piédroits ornés de harpes en forte saillie et de volutes baroques à leur base, ainsi que d'un arc cintré à claveaux en saillie et à clef sculptée, encadré d'écoinçons ornés d'un motif de losanges.
Surmontant cette porte, une niche ornée de volutes baroques abrite la statue de saint Nicolas.
Le tout est surmonté de l'enseigne de l'estaminet qui occupe le fond de l'impasse, le café « Au Bon Vieux Temps ». Ce café, établi dans une bâtisse de 1695, est à compter parmi les plus anciens cafés de Bruxelles. André Franquin y a créé le personnage de Gaston Lagaffe.
À l'intérieur de l'impasse, des bâtiments en briques présentent leur façade principale ou latérale, faites de briques apparentes à gauche et de briques chaulées avec soubassement peint en noir à droite, sauf à hauteur de l'estaminet qui possède une façade de briques rouges agrémentée d'un soubassement et d'encadrement de fenêtres réalisés en pierre de taille.
Le mur du fond, moderne, est percé d'une porte donnant accès à une galerie commerçante, la Galerie du Centre.

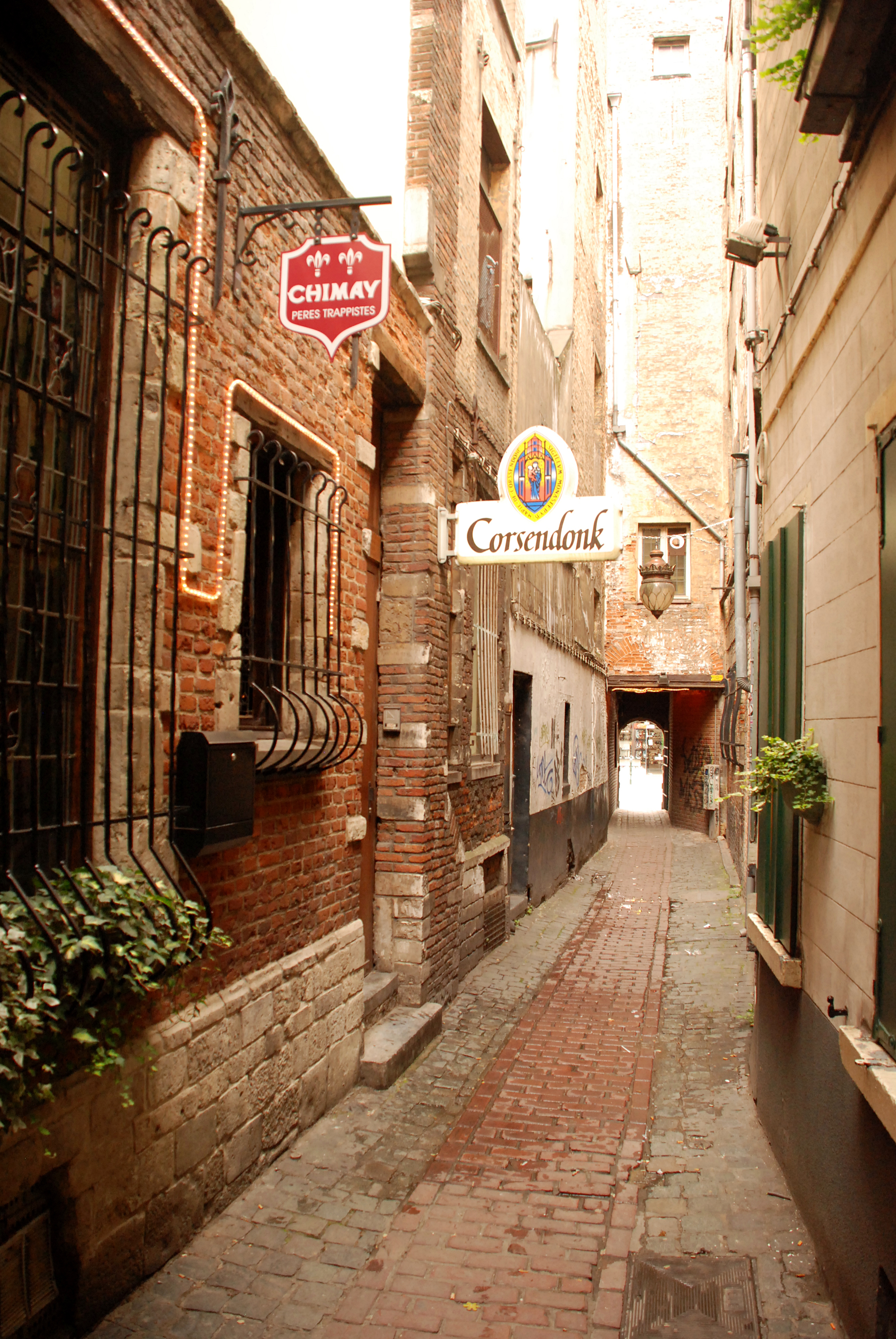
L'intérieur de l'impasse, vue vers la rue du Marché aux Herbes.
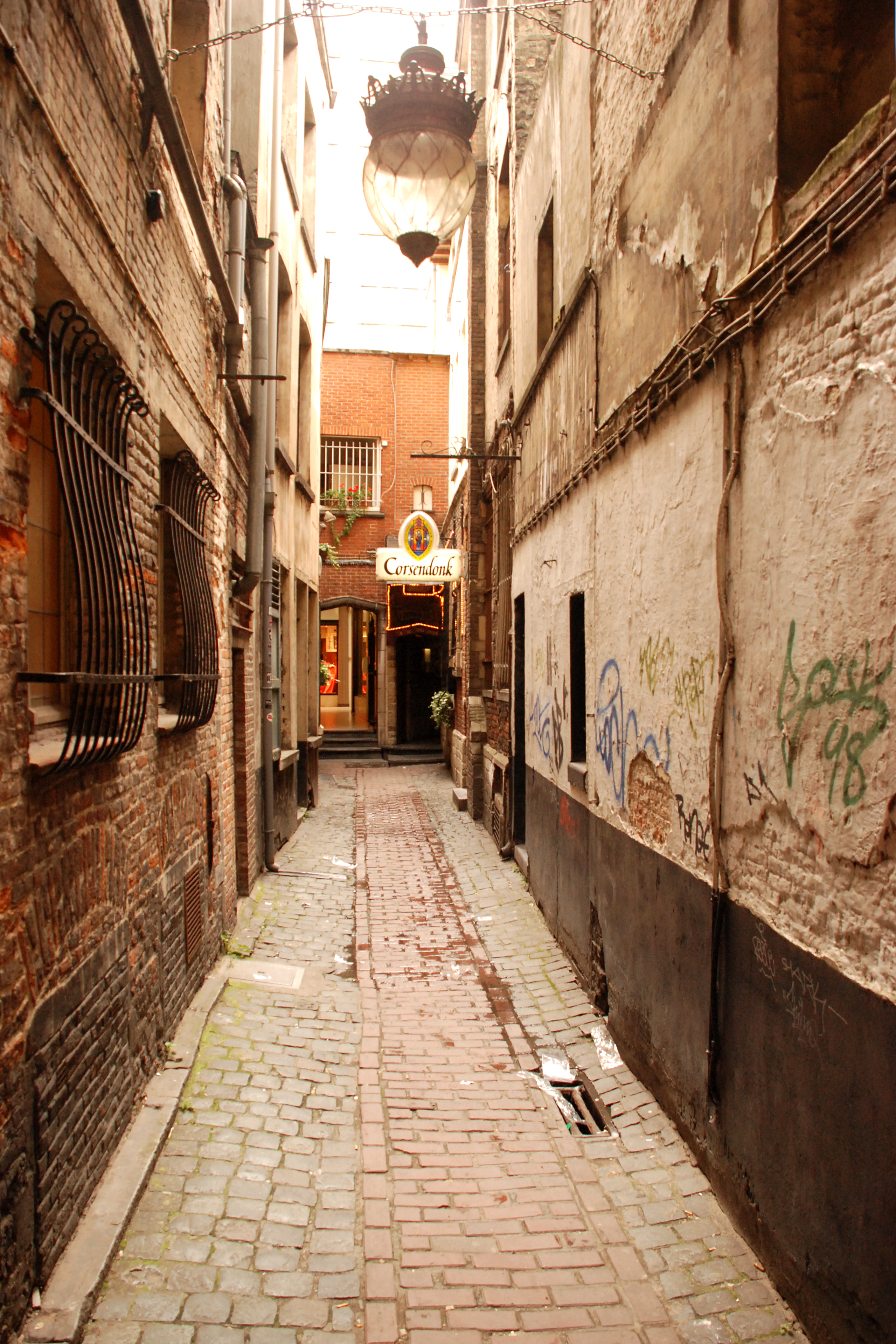
L'intérieur de l'impasse, vue vers le fond de l'impasse.
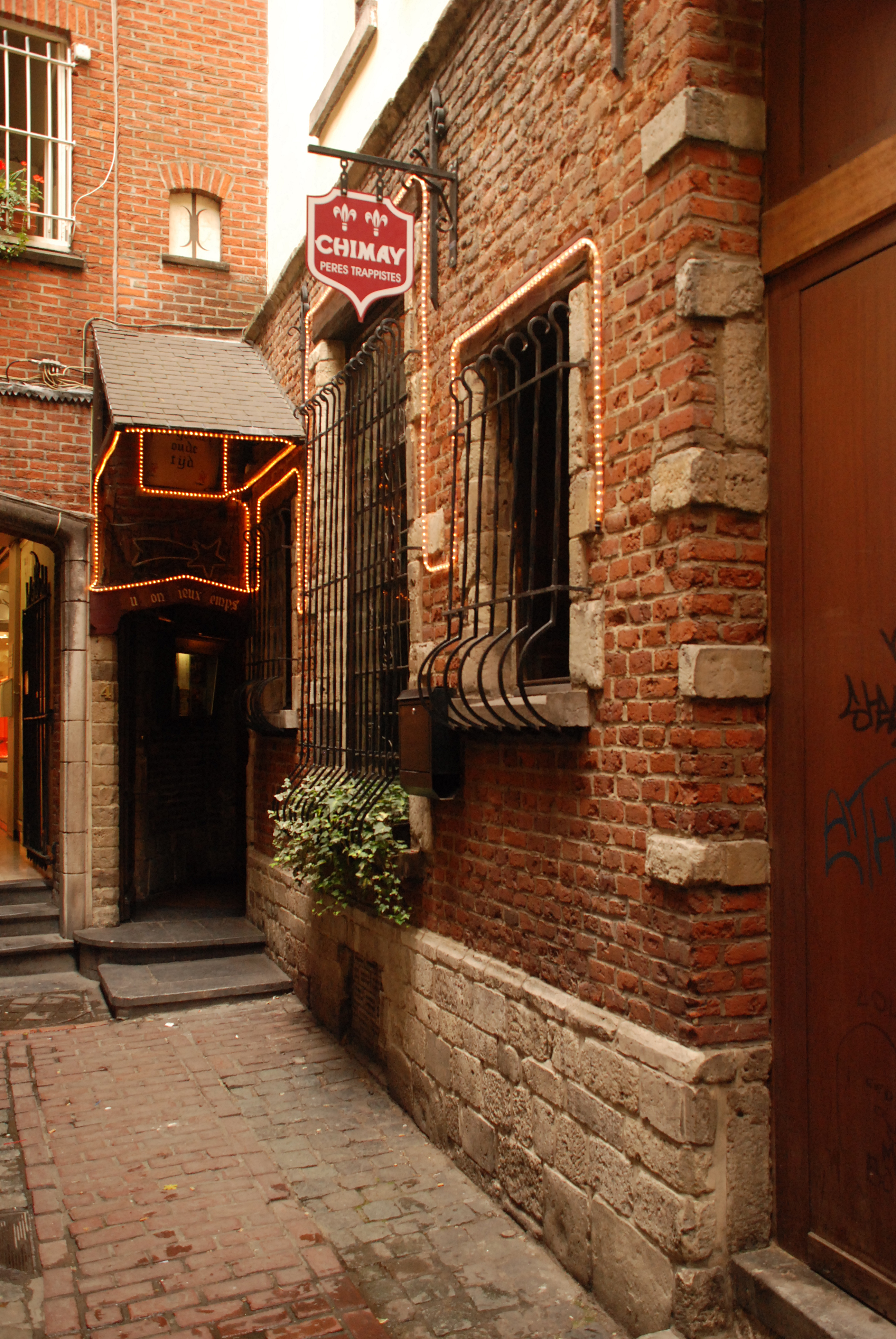
L'estaminet « Au Bon Vieux Temps ».